# Бомбардиране на Фоджа
Бомбардировките на Фоджа се осъществяват в периода 15 май – 18 септември 1943 г., в рамките на англо-американската съюзническа операция по овладяването на Южна Италия – с цел създаването на стабилен и сигурен плацдарм за бъдещи бомбардировки на Балканите.
Бомбардировките по Фоджа са общо 9, причинявайки смъртта на около 20 000 цивилни жертви. Целта освен военна е тривиално-психологическа – шокът и ужаса сред населението да бъдат последвани от безусловна капитулация. Англо-американците са притеснени, че летището и цялата инфраструктура на града могат да бъдат впрегнати за неутрализиране на съюзническото настъпление в Сицилия.
След овладяването на цяла Апулия, реновираното летище на Фоджа се превръща в основен плацдарм за бомбардировки на България, а и целите Балкани са засипани от британски и американски летящи крепости. Провалът на операция Приливна вълна прави от летището на Фоджа обект от първостепенна важност за западните съюзници в периода от края на 1943 г. – до самия край на ВСВ.

## Библиографски източници
- G.Spini, Disegno storico della civiltà, Edizioni Cremonese, Roma, 1963.
- M.Gismondi, Foggia: la tragica estate; Taranto: la notte più lunga. Dedalo, Bari, 1968.
- L.Cicolella, ... e la morte venne dal cielo. Foggia 1943. Cronistoria di cento giorni di guerra, Bastogi, Foggia, 1973, 1983. (Il libro -fuori commercio- si può consultare presso La Biblioteca Provinciale di Foggia).
- P.Odorico Tempesta, Foggia nelle ore della sua tragedia, Edizione del Rosone, Foggia, 1995.
- A. Guerrieri, La città spezzata: Foggia, quei giorni del '43, Edipuglia, Bari, 1996.
- A.De Santis, L'immane tragedia dell'estate del 1943 a Foggia, Tipografia Valerio De Santis, Foggia, 2007.